# سقاية حيدر جلبي الشابندر
سقاية حيدر جلبي الشابندر
كان حيدر جلبي، شابندر التجار في بغداد ومن اعيانها وسراتها. انشأ سقاية ماء خصصها للمنفعة العامة لاهالي بغداد. وكان له أيضا حمام معروف باسمه، حمام حيدر، موقعه في شارع النهر ببغداد ، وكذلك له قصرا، وهو ما اشار اليه المؤرخ والرحالة التركي أوليا جلبي، في رحلته اثناء مروره في مدينة بغداد.